# Brooke Langton
Brooke Langton, född den 27 december 1970 i en koppargruvstad i Arizona, USA, är en amerikansk skådespelerska. Hon är mest känd för sin roll som Samantha Reilly i tv-serien Melrose Place.

## Biografi
Hennes mamma var sjuksköterska och hennes pappa geolog. Hennes morfar, Steven Cummings, var B24-pilot i andra världskriget och hans kapten var skådespelaren James Stewart. Efter att ha hört hans många berättelser älskade hon Stewarts filmer. Sen kom hon i kontakt med Spencer Tracy, Peter Sellers och filmen Blade Runner (1982), och hon blev helt såld. Hon flyttade med sin familj från Illinois till Texas, och i Euless, Texas gick hon med i dramaföreningen på sin skola, men hon älskade havet så mycket att hon började på San Diego State University och studerade marinbiologi. 
Hon studerade skådespeleri hos Larry Moss i Los Angeles och efter hennes passion för skådespeleri följde en provfilmning för TV-serien Freshman Dorm (1992). Hennes första skådespelarjobb var Budweisers "Ginger or Mary Ann?" regisserad av David Fincher, som visades på Super Bowl XXVII (1993). Efter det fick hon ett William Morris-kontrakt. Hon gjorde tv-debut i serien Baywatch (1989), där hon gästade som en karaktär vid namn Tanya 1992. Hennes filmdebut var Fritt fall (1994) med Charlie Sheen. Hon har också producerat och skrivit musik till TV-serien Nätet (1998) och filmen Playing Mona Lisa (2000). I januari 2004 var hon med i sin första musikal Dear Bernard.
Langton var en av deltagarna i femte säsongen av Allt för Sverige – hennes morfars mor utvandrade från Sverige till Minnesota. I andra avsnittet visade sig Brooke vara släkt med Adolf Jahr.
I tredje avsnittet fick hon lämna programmet, som andra deltagare.

## Filmografi
| År   | Titel                                   | Roll                     |
| ---- | --------------------------------------- | ------------------------ |
| 1994 | Fritt fall                              | Jump Junkie              |
| 1995 | Indiana Jones äventyr                   | Amy                      |
| 1996 | Beach House                             | Caitlin                  |
| 1996 | Du, var är brudarna?                    | Nikki                    |
| 1996 | Listen                                  | Sarah Ross               |
| 1997 | Mixed Signals                           | Judy                     |
| 1997 | The Small Hours                         | Doug's sister            |
| 1998 | Reach the Rock                          | Lise                     |
| 2000 | Playing Mona Lisa                       | Sabrina                  |
| 2000 | The Replacements                        | Annabelle Farrell        |
| 2002 | Kiss the Bride                          | Nicoletta 'Niki' Sposato |
| 2005 | Partner(s)                              | Lucy                     |
| 2006 | The Benchwarmers                        | Kathy Dobson             |
| 2006 | Beautiful Dreamer                       | Claire                   |
| 2007 | Primeval                                | Aviva Masters            |
| 2012 | Chilly Christmas                        | Lt. Mel Stone            |
| 2014 | K-9 Adventures: Legend of the Lost Gold | Courtney Lewis           |
| 2015 | Oliver's Deal                           | Kate                     |
| 2015 | Impact Earth                            | Stella Harrison          |
| 2015 | Shifting Gears                          | Carol Williamson         |

## Television
| År      | Titel                        | Roll                 | Anmärkning                                |
| ------- | ---------------------------- | -------------------- | ----------------------------------------- |
| 1992    | Freshman Dorm                | Nikki                | Avsnitt: "Sex, Truth and Theatre"         |
| 1992    | Beverly Hills, 90210         | Suds Lipton          | Avsnitt: "The Back Story"                 |
| 1992    | Baywatch                     | Tanya                | Avsnitt: "River of No Return"             |
| 1992    | California Dreams            | Kimberly Blanchard   | Avsnitt: "Guess Who's Coming to Brunch"   |
| 1994    | Moment of Truth: Cult Rescue | Kim McGill           | Tv-film                                   |
| 1995    | Eye of the Stalker           | Beth                 | Tv-film                                   |
| 1995    | Extreme                      | Sarah Bowen          | Ordinarie skådespelare, 13 avsnitt        |
| 1995    | Chicago Hope                 | Sandra Keyes         | Avsnitt: "Hello Goodbye"                  |
| 1995    | The Single Guy               | Amanda               | Avsnitt: "Attraction" and "Midnight"      |
| 1995    | Party of Five                | Courtney             | Avsnitt: "Grand Delusions"                |
| 1996    | Sliders                      | Daelin Richards      | Avsnitt: "As Time Goes By"                |
| 1996–98 | Melrose Place                | Samantha Reilly      | Ordinarie skådespelare, 68 avsnitt        |
| 1998–99 | The Net                      | Angela Bennett       | Ordinarie skådespelare, 22 avsnitt        |
| 2001    | Fling                        | Elizabeth Gillcrest  | Ordinarie skådespelare, 7 avsnitt         |
| 2003    | The Break                    | Sara                 | Pilotavsnitt                              |
| 2005    | Weeds                        | Sharon               | Avsnitt: "Dead in the Nethers"            |
| 2006    | Monk                         | Terri                | Avsnitt: "Mr. Monk Goes to the Dentist"   |
| 2007–08 | Friday Night Lights          | Jackie Miller        | Återkommande karaktär role, 9 avsnitt     |
| 2007–08 | Life                         | Constance Griffiths  | Ordinarie skådespelare, 11 avsnitt        |
| 2009    | The Closer                   | Detective Ally Moore | Avsnitt: "Dead Man's Hand"                |
| 2012    | The Mentalist                | Pella Goodwin        | Avsnitt: "Cherry Picked"                  |
| 2013    | Bones                        | Christine Brennan    | Avsnitt: "The Shot in the Dark"           |
| 2013    | Supernatural                 | Hayley               | Avsnitt: "Remember the Titans"            |
| 2013    | The Glades                   | Nicky Holloway       | Avsnitt: "Magic Longworth"                |
| 2015    | Stolen Dreams                | Laura Paddington     | Tv-film, även kallad Are You My Daughter? |
| 2015    | Allt för Sverige             | Sig själv            | Reality-tv om att hitta sin släkts anor.  |